# Pavel Herda
Pavel Herda (* 23. srpna 1965) je bývalý český fotbalový brankář.

## Fotbalová kariéra
V československé lize hrál za Bohemians Praha. Nastoupil ve 21 ligových utkáních. V Poháru UEFA nastoupil ve 2 utkáních proti KSK Beveren.
Krátce působil i ve druholigové Zbrojovce Brno. Ve zbrojovácké brance se objevil v jediném soutěžním utkání (čs. pohár), které se hrálo v Jihlavě v srpnu 1991. Nedlouho poté mu však Jurij Smotryč na tréninku zlomil nohu, čímž Herdovo brněnské angažmá prakticky skončilo.

## Ligová bilance
| Ročník                                   | Zápasy | Góly | Klub            |
| ---------------------------------------- | ------ | ---- | --------------- |
| 1. československá fotbalová liga 1986/87 | 8      | 0    | Bohemians Praha |
| 1. československá fotbalová liga 1987/88 | 10     | 0    | Bohemians Praha |
| 1. československá fotbalová liga 1988/89 | 0      | 0    | Bohemians Praha |
| 1. československá fotbalová liga 1989/90 | 3      | 0    | Bohemians Praha |
| CELKEM                                   | 21     | 0    |                 |